# Studentský domov Albertov
Studentský domov Albertov je zaniklý areál v Praze na Novém Městě v lokalitě Albertov.

## Historie
Studentský domov vybudovalo mezinárodní křesťanské sdružení mladých lidí Young Women's Christian Association (YWCA) a Young Men's Christian Association (YMCA), na financování se kromě zakladatele podílela univerzita v americkém státě Georgii ve městě Columbus.
V roce 1921 byla postavena provizorní dřevěná budova s kamennou podezdívkou na půdorysu písmene „U“, která připomínala americké bungalovy. Sloužila jako vysokoškolská kolej, studovna a knihovna s čítárnou pro české i zahraniční studenty. 6000 studentů zde mělo k dispozici přednáškové sály, klubovní místnosti, jídelnu, kavárnu, lázně a ambulanci a také místo pro kulturní, společenský, spolkový a sportovní život.
Dva roky po otevření se areál rozšířil o přístavbu bočních křídel. V roce 1935 ukončil činnost a menzu poté převzala do správy Česká akademická beseda. Po uzavření vysokých škol Němci v objektu sídlila kancelář Výboru pro pomoc uprchlíkům z obsazeného pohraničí. Po skončení války byla menza obnovena a v provozu byla do ledna 2020.
Na jaře roku 2024 začala demolice areálu. Je v plánu vybudovat na místě nový výzkumný kampus.